# SOX5
SOX5‏ (SRY-box 5) هوَ بروتين يُشَفر بواسطة جين SOX5 في الإنسان.